# Кротафітові
Кротафітові (Crotaphytidae) — родина ящірок з інфраряду ігуаноподібних ряду лускатих.

## Таксономія
Включає 2 роди та 12 видів. Інші назви: «леопардові ящірки», «нашийникові ящірки», «комірцеві гуани».
Рід Gambelia Baird, 1859
- Gambelia copeii (Yarrow, 1882)
- Gambelia sila (Stejneger, 1890)
- Gambelia wislizenii (Baird & Girard, 1852)[2]

Рід Crotaphytus Holbrook, 1842 — кротафіт
- Crotaphytus antiquus Axtell & Webb, 1995
- Crotaphytus bicinctores N.M. Smith & W.W. Tanner, 1972
- Crotaphytus collaris (Say, 1823) — кротафіт комірцевий
- Crotaphytus dickersonae K.P. Schmidt, 1922
- Crotaphytus grismeri McGuire, 1994
- Crotaphytus insularis Van Denburgh & Slevin, 1921
- Crotaphytus nebrius Axtell & Montanucci, 1977
- Crotaphytus reticulatus Baird, 1858
- Crotaphytus vestigium N.M. Smith & W.W. Tanner, 1972

## Опис
Загальна довжина представників цієї родини коливається від 14 до 35 см. Колір шкіри сіруватий, буруватий, коричнюватий, оливковий з численними темними плямами або цяточками світлого або темного кольору. Також у роду Crotaphytus є між головою та тулубом смуга темного кольору на кшталт нашийника. Звідси походить інша назва цієї родини.
Особливістю цієї родини є будова кістяка та розташування луски. На голові відсутні кістяні щитки та шипи. На потилиці та спині відсутні нагромадження луски у вигляді чубка. Гребінь звисає, а не стирчить, як у інших ігуаноподібних. Немає рострального щитка. Кінцівки добре розвинуті, задні довше за передні. Тулуб щільно притиснутий до землі.

## Спосіб життя
Полюбляють пустелі, посушливу, кам'янисту місцину. Активні вдень. Можуть бігати на задніх лапах, але не тривалий час. Харчуються комахами, безхребетними, дрібними ящірками.
Це яйцекладні ящірки. Самиці відкладають до 12 яєць.

## Розповсюдження
Мешкає на півдні США та у Мексиці.

## Роди
- Crotaphytus
- Gambelia